# Teiaiagon

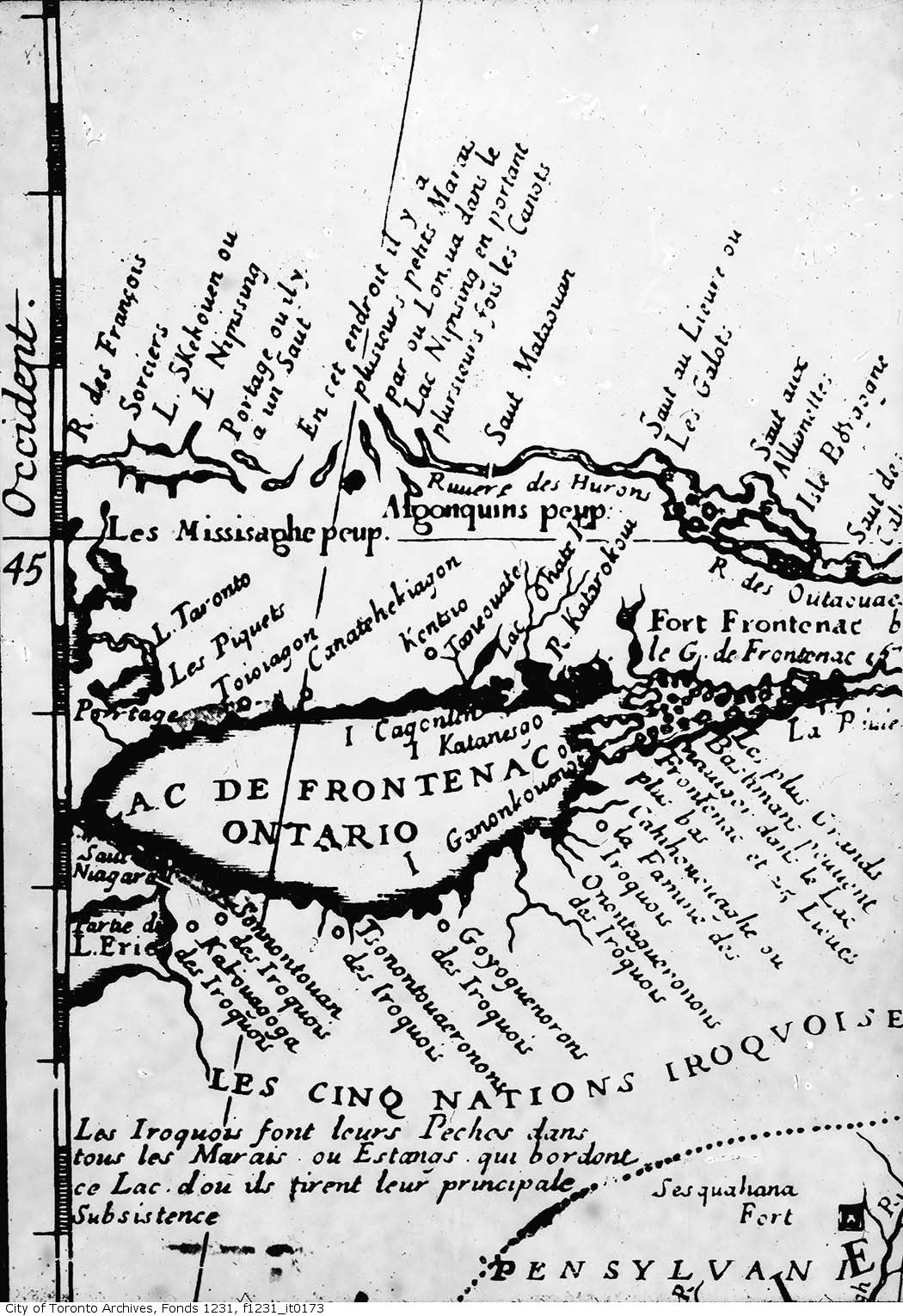
Une carte de la fin du XVIIe siècle montrant Teiaiagon près du « Lac de Frontenac », aujourd'hui connu sous le nom de lac Ontario. Le village algonquin de Ganatsekwyagon (répertorié sous le nom de) est également représenté.

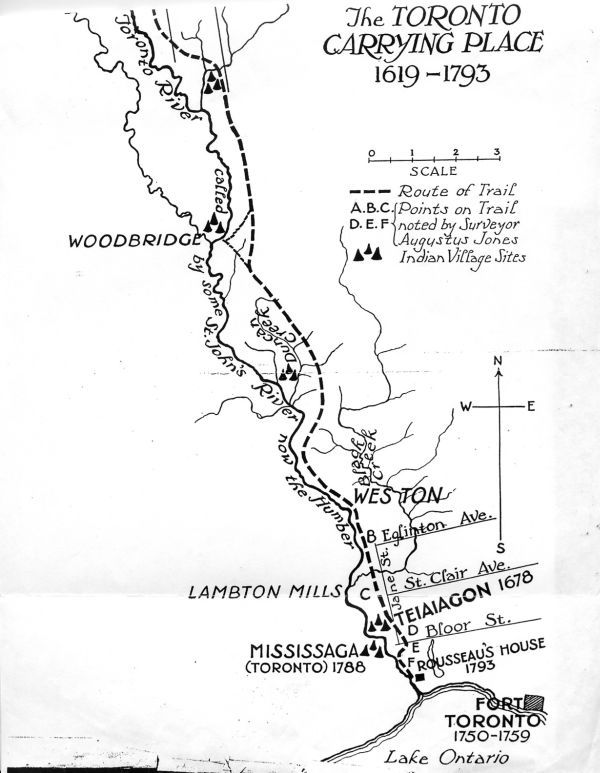
Carte du sentier Toronto Carrying-Place, avec Teiaiagon indiqué en bas.

Teiaiagon était un village iroquoien situé sur la rive est de la rivière Humber, le long du sentier Toronto Carrying-Place, dans ce qui est aujourd'hui le quartier de York à Toronto, en Ontario, au Canada. Le site est situé près de l'intersection actuelle de la rue Jane (en) et de la rue Annette, où se trouve la communauté de Baby Point (en) .
Le nom signifie « Il traverse le ruisseau ». 

## Histoire
Dans Toronto During the French Regime, Percy Robinson décrit Teiaiagon comme un village occupé conjointement par les Sénécas et les Mohawks. L'Atlas de l'histoire indienne des Grands Lacs d'Helen Tanner montre Teiaiagon comme un village Seneca vers les années 1685-1687, bien qu'il ait existé avant cette époque, et comme un village Mississauga vers 1696. 
Étienne Brûlé passa par Teiaiagon en 1615. Le village se trouvait sur une route importante pour le développement de l'industrie du commerce des fourrures, et il était également « entouré de champs horticoles ». On disait qu'il se trouvait à environ « une journée de voyage du lac Toronto, notre actuel lac Simcoe ». 
Le 18 novembre 1678, René-Robert Cavelier, sieur de La Salle, quitte le fort Frontenac pour Niagara à bord d'un brigantin avec un équipage comprenant La Motte et le missionnaire récollet Louis Hennepin, et longe la rive nord du lac Ontario pour atténuer les effets d'une tempête. Le navire s'est échoué à trois reprises, forçant l'équipage à s'arrêter à l'embouchure de la rivière Humber le 26 novembre. Les habitants du village, surpris, « se montrèrent hospitaliers et leur fournirent des provisions ». Le 5 décembre, le navire prend la mer après avoir été sorti de la glace à coups de hache. Avant de partir, « les hommes de La Motte troquèrent leurs marchandises avec les indigènes » contre du maïs.
Hennepin et d'autres ont rapporté que le village était habité par pas moins de 5 000 personnes et comptait 50 longues maisons. La Salle campa à Teiaiagon plusieurs autres fois, une fois à l'été 1680, et « peut-être deux fois en 1681 » au cours de ses expéditions. Il y avait un cimetière de 10 acres (4 ha)  dans la partie centrale du village.
Les Sénécas quittèrent le village, soit chassés par les Mississaugas, soit volontairement, en 1701. Avec l'évacuation des Iroquois du sud de l'Ontario par les Mississaugas, le commerce entre les Anichinabés et les Français a commencé à prospérer dans la région peu après la Grande Paix de Montréal de 1701. Une très petite garnison française ou Magasin Royal située près du site de Teiaiagon de 1720 à 1730 était associée à ce commerce. En 1730, la garnison française était stationnée en aval du site. Un magasin a été construit plus tard à l'embouchure de la Humber en 1750 et le Fort Rouillé peu après, à l'est de la Humber.
Les Mississaugas ne vivaient pas sur le site du village de Teiaiagon, mais avaient un village situé de l'autre côté de la rivière Humber, sur la rive ouest de la rivière, près de Old Mill Road et de Bloor Street, de 1788 à 1805. James Bâby (en) de Détroit acquiert en 1816 la terre aujourd'hui appelée Baby Point et n'a que des vergers sur le site de Teiaiagon. Le site était relativement peu perturbé car il n’était pas cultivé. La région de Teiaiagon a été acquise par le gouvernement pour y installer une forteresse militaire et une caserne de l'armée. La terre a  ensuite été vendue à Robert Home Smith, qui a commencé à développer le lotissement de Baby Point en 1912. une plaque mentionnant brièvement « Taiaiagon » a été érigée en 1949, à l'angle sud-ouest de Baby Point Road et Baby Point Crescent.

## Cartographie
Il est possible que les premiers explorateurs européens aient eu du mal à transcrire les noms des Premières Nations dans les systèmes orthographiques européens. Il existe donc de nombreuses variantes orthographiques, telles que Taiaiako'n, Taiaiagon, Teyeyagon et Toioiugon.
Le nom « Teiaigon » apparaît sur une carte de la Nouvelle-France de 1688. Elle a été dessinée par Jean-Baptiste-Louis Franquelin à partir de « seize années d'observation de l'auteur ». Il était indiqué qu'il se trouvait sur le côté est d'une petite baie, d'où une route de portage menait à la branche ouest du lac Taronto.

## Archéologie
Les premières fouilles à Baby Point ont été menées à la fin du XIXe siècle Les documents de ces fouilles ont été perdus, mais on sait qu'ils ont révélé des « traces de murs de palissade ». À la fin des années 1990 et au début des années 2000, une autre fouille, menée à la suite de l'installation d'une conduite de gaz naturel dans le quartier résidentiel, a permis de découvrir les parcelles funéraires de deux femmes Senecas, datées des années 1680. L'une des femmes a été enterrée avec un peigne en bois d'élan gravé d'une panthère à queue de serpent à sonnette, « représentant peut-être Mishipizheu », qui se transforme en ours. L'autre femme a été enterrée avec trois anneaux de laiton et un peigne en bois d'élan sculpté représentant « deux figures humaines portant des vêtements de style européen flanquant une figure autochtone ». Un autre cimetière a été découvert à Baby Point en 2010 lors de la rénovation d'une maison. Les artefacts ont été étudiés et une réinhumation cérémonielle a eu lieu.
Juste au nord du site, dans l'actuel parc Magwood, se trouve le « Thunderbird Mound », qui serait un ancien tumulus funéraire. Le site n'a pas été étudié sur le plan archéologique. Le site est considéré comme menacé par l'érosion et le trafic piétonnier par la Société de préservation historique de Taiaiako'n.

## Villages iroquois sur la rive nord du lac Ontario
À la fin des années 1660, les Iroquois des Cinq Nations avaient établi sept villages le long des rives du lac Ontario, là où des sentiers menaient vers l'intérieur. En plus de Teiaiagon à l'embouchure de la rivière Humber, les colonies suivantes ont été identifiées par l'historien Percy James Robinson : 
- Ganneious - sur le site de l'actuelle Napanee
- Kente - sur la Baie de Quinte
- Kentsio - sur le lac Rice
- Ganaraske - sur le site actuel de Port Hope
- Ganatsekwyagon - à l'embouchure de la rivière Rouge
- Quinaouatoua (ou Tinawatawa ) - Près de l'Hamilton moderne